# Lijst van fictiefiguren uit de literatuur
Deze lijst van fictiefiguren uit de literatuur is bedoeld als alfabetisch repertorium van fictiefiguren die hun oorsprong in literatuur vinden. Daarmee wordt bedoeld: romans, korte verhalen, columns, cursiefjes, toneelstukken, poëzie of mondelinge overlevering. Naast elk personage wordt de titel van het werk of de reeks waarin het voorkomt genoteerd. Er wordt vooral gefocust op hoofdfiguren en belangrijke nevenpersonages, teneinde de lijst overzichtelijk te houden.
Stripfiguren worden hier niet opgesomd, omdat zij al een aparte lijst hebben: Lijst van stripfiguren

## A
- Aagje – Pluk van de Petteflet
- Abeltje – Abeltje
- Nick Adams – personage uit de kortverhalen van Ernest Hemingway
- Afke – Afke's tiental
- Agravaine – Arthurlegende
- Kapitein Ahab – Moby-Dick
- Akela – Het jungleboek
- Aladdin – Duizend-en-een-nacht
- Alceste – Le Misanthrope ou l'Atrabilaire amoureux
- Alexis – Venus in bont
- Ali Baba – Duizend-en-een-nacht
- Alice – Alice's Adventures in Wonderland, Through the Looking-Glass
- Alonso – The Tempest
- Alvaro – Le Diable amoureux

- Anne of Green Gables – Anne of Green Gables
- Annie – De Vijf
- Anika – Pippi Langkous
- Aragorn II – In de ban van de ring
- Aramis – De drie musketiers
- Isabel Archer – The Portrait of a Lady
- Arendsoog – Arendsoog
- Argan – Le Malade Imaginaire
- Ariel – The Tempest
- Koning Arthur – Arthurlegende
- Aslan – De Kronieken van Narnia
- Assepoester – Assepoester
- Athos – De drie musketiers
- The Artful Dodger – Oliver Twist
- Auberi – Auberi le Bourguignon, Aubri de Borgengoen

## B
- Babar – Babar
- Baes Gansendonck – Baes Gansendonck
- Bagheera – Het jungleboek
- Harry Bailey – The Canterbury Tales
- Kees Bakels – Kees de jongen
- Bilbo Balings – In de Ban van de Ring
- Frodo Balings – In de Ban van de Ring
- Angelina Ballerina – Angelina Ballerina
- Baloe – Het jungleboek
- Bambi – Bambi
- Bandar-log – Het jungleboek
- De Bange Leeuw – De tovenaar van Oz
- Bas Banning – Bas Banning-serie
- Barbapapa
- Barbertje – Max Havelaar
- Baron von Münchhausen
- Bartje – Bartje
- Bastiaan – Het oneindige verhaal
- Patrick Bateman – American Psycho
- Jerôme Barberin – Alleen op de wereld
- Beatrijs – Beatrijs
- Bedivere – Arthurlegende
- Beekman en Beekman – Beekman en Beekman
- Beertje Paddington – Beertje Paddington
- Lyra Belacqua – Het gouden kompas
- Belijn de Ram – Van den vos Reynaerde
- Pietje Bell – Pietje Bell
- Belle en het Beest
- Judah Ben-Hur – Ben-Hur
- Elizabeth Bennet – Pride and Prejudice
- Jane Bennet – Pride and Prejudice
- Lydia Bennet – Pride and Prejudice
- Benzamien – Jeroom en Benzamien
- Beowulf – Beowulf
- Pierre Bezoechov – Oorlog en vrede
- Big Brother – 1984
- Biggles – Biggles
- Charles Bingley – Pride and Prejudice
- De Bisschop – De 120 Dagen van Sodom
- Black Beauty – Black Beauty
- Blancefloer – Floris ende Blancefloer

- Blauwbaard – Blauwbaard
- De Blauwbilgorgel – De Blauwbilgorgel
- De Blauwe Fee – Pinocchio
- De Blikken Man – De tovenaar van Oz
- Captain Blood – Captain Blood
- Leopold Bloom – Ulysses
- Molly Bloom – Ulysses
- De Boeboeks – De Boeboeks-reeks
- Boefje – Boefje
- Boer Coene – De Witte van Sichem
- Bolke de Beer – Bolke de Beer
- Andrej Bolkonski – Oorlog en vrede
- Constance Bonacieux – De drie musketiers
- James Bond – James Bond
- Mr. Boorman – Kaas, Lijmen/Het been
- Bors – Arthurlegende
- Ondine Bosmans – De Kapellekensbaan
- De bosmuis en de huismuis – Fabels van Aesopus
- Nick Bottom – A Midsummer Night's Dream
- Jason Bourne – Bourne-trilogie
- Madame Bovary – Madame Bovary
- Cornelius Bracke – Het wordt te veel voor Corneel
- Jan Braems – De loteling
- Bram - Vluchtwegen
- Brave Hendrik – Brave Hendrik
- De Bremer stadsmuzikanten – De Bremer stadsmuzikanten
- Hans Brinker – Hans Brinker
- Broeder Tuck – Robin Hood
- Broer Konijn – Uncle Remus
- Broer Beer – Uncle Remus
- Broer Vos – Uncle Remus
- Bromsnor – Swiebertje
- Tom Brown – Tom Brown's Schooldays
- Bruun de beer – Van den vos Reynaerde
- Bruun, de beer – Bruun, de beer
- Agatha Bulstronk – Matilda
- Sara Burgerhart – Historie van mejuffrouw Sara Burgerhart
- Domovoi Butler – Artemis Fowl
- Juliet Butler – Artemis Fowl
- Rhett Butler – Gejaagd door de wind

## C
- Caliban – The Tempest
- Candide – Candide
- Dr. Calvin – Ik, Robot
- The Canterville Ghost – The Canterville Ghost
- Tom Canty – De prins en de bedelaar
- Capi – Alleen op de wereld
- Julia Capulet – Romeo en Julia
- Carmilla – Carmilla
- Sydney Carton – A Tale of Two Cities
- Casey – Casey at the Bat
- The Cat in the Hat – The Cat in the Hat
- Holden Caulfield – The Catcher in the Rye
- Celie – The Color Purple
- Célimène – Le Misanthrope ou l'Atrabilaire amoureux
- Charlotte – Charlotte's Web
- Lady Chatterley – Lady Chatterley's Lover
- De Cheshire Cat – Alice's Adventures in Wonderland
- Chief – One Flew Over the Cuckoo's Nest
- De Chinese nachtegaal – De Chinese nachtegaal
- Mr. Chips – Goodbye Mr. Chips
- Anna Christie – Anna Christie
- Christine – Christine

- Martin Chuzzlewit – Martin Chuzzlewit
- Claudius – Hamlet
- Claus – Tweelingentrilogie
- Paul Clifford – Paul Clifford
- Colin – De geheime tuin
- William Collins – Pride and Prejudice
- Monsieur Colson – De Kapellekensbaan
- David Copperfield – David Copperfield
- Coraline – Coraline
- Fredo Corleone – De Peetvader
- Michael Corleone – De Peetvader
- Sonny Corleone – De Peetvader
- Vito Corleone – De Peetvader
- Cosette – Les Misérables
- Ichabod Crane – The Legend of Sleepy Hollow
- Bob Cratchit – A Christmas Carol
- Robinson Crusoe – Robinson Crusoe
- Cthulhu – De Cthulhu-reeks
- Cujo – Cujo
- Edward Cullen – Twilight
- Cuwaert de haas – Van den vos Reynaerde

## D
- Daantje – Daantje de wereldkampioen
- Allan a Dale – Robin Hood
- Dikkertje Dap – Dikkertje Dap
- Het dappere snijdertje – Het dappere snijdertje
- David de Kabouter – Leven en werken van de Kabouter
- Dikkie Dik
- Mrs. Dalloway – Mrs. Dalloway
- Edmond Dantès – De graaf van Monte-Cristo
- Fitzwilliam Darcy – Pride and Prejudice
- Charles Darnay – A Tale of Two Cities
- Das – De wind in de wilgen
- Elinor Dashwood – Sense and Sensibility
- Marianne Dashwood – Sense and Sensibility
- David van Doncaster – Robin Hood
- D'Artagnan – De drie musketiers
- Cyrano de Bergerac – Cyrano de Bergerac
- Inspecteur De Cock- Inspecteur De Cock
- Berton de Fleur – Geef me de ruimte!, Triomf van de verschroeide aarde, Het rad van fortuin
- De Gier – Grijpstra en De Gier
- Alex DeLarge – A Clockwork Orange
- Pietje De Leugenaar
- Max Delius – De ontdekking van de hemel
- Demetrius – A Midsummer Night's Dream
- Dick – De Vijf

- Dokus – Jan zonder Vrees
- Dolce – Alleen op de wereld
- Dikke Dolly – Pluk van de Petteflet
- Dom Juan – Dom Juan (Molière)
- Dr. Doolittle
- Eliza Doolittle – Pygmalion
- Doornroosje – Doornroosje
- Charelke Dop – De vulgaire geschiedenis van Charelke Dop
- Henri Dorbeck – De donkere kamer van Damokles
- Dracula – Dracula
- Dribbel – Dribbel
- Batavus Droogstoppel – Max Havelaar
- Duimelijntje – Duimelijntje
- Duimendik
- Dulcinea – Don Quichot
- Duupje – Duupje
- Durcet – De 120 Dagen van Sodom

## E
- Frits van Egbers – De avonden
- Egeus – A Midsummer Night's Dream
- Egidius – Egidius waer bestu bleven
- Elegast – Karel ende Elegast
- Erik – Erik of het klein insectenboek
- Erlkönig – Erlkönig
- Esmeralda (personage) – De Klokkenluider van de Notre Dame
- Katniss Everdeen – De Hongerspelen
- Bob Evers – Bob Evers-serie
- Jane Eyre – Jane Eyre
- Ezelsvel – Ezelsvel

## F
- Fagin – Oliver Twist
- John Falstaff – The First Part of Henry the Fourth, The Second Part of Henry the Fourth, The Merry Wives of Windsor
- De fantastische meneer Vos – De fantastische meneer Vos
- Fantine – Les Misérables
- Fantômas
- Faust – Faust
- Ferdinant – The Tempest
- Figaro – "Le Barbier de Séville", "Le Mariage de Figaro".
- Atticus Finch – To Kill a Mockingbird

- Huckleberry Finn – De lotgevallen van Huckleberry Finn
- Moll Flanders – Moll Flanders
- Agent Flipsen – Dik Trom
- Floddertje – Floddertje
- Floris – Floris ende Blancefloer
- Francis Flute – A Midsummer Night's Dream
- Phileas Fogg – De reis om de wereld in tachtig dagen
- Artemis Fowl II – Artemis Fowl

## G
- Gaheris – Arthurlegende
- Galahad – Arthurlegende
- Dorothy Gale – De tovenaar van Oz
- John Galt – Atlas Shrugged
- Sarah Gamp – Martin Chuzzlewit
- Gandalf – Lord of the Rings
- Gareth – Arthurlegende
- Gargantua
- Garofoli – Alleen op de wereld
- Jay Gatsby – De grote Gatsby
- Gawain – Arthurlegende, Heer Gawein en de groene ridder, Walewein en het schaakbord
- De gelaarsde kat – De gelaarsde kat
- Geelman – Pietje Bell
- George – Of Mice and Men
- George – De Vijf
- Geppetto – Pinokkio
- Gessler – Wilhelm Tell

- Merijntje Gijzen – Merijntje Gijzen's Jeugd
- Gloriant
- Godot – Wachten op Godot
- Lamme Goedzak – Tijl Uilenspiegel
- Gorlois – Arthurlegende
- Goudlokje – Goudlokje
- Mrs. Gradgrind – Hard Times
- Dorian Gray – Het portret van Dorian Gray
- Agnes Grey – Agnes Grey
- Grietje – Hans en Grietje
- Meneer Griezel – De Griezels
- Mevrouw Griezel – De Griezels
- Grijpstra – Grijpstra en De Gier
- Grimbeert de das – Van den vos Reynaerde
- The Grinch – How the Grinch Stole Christmas
- De Grote Boze Wolf – Roodkapje, De wolf en de zeven geitjes, De drie biggetjes
- Guinevere – Arthurlegende
- Gulliver – Gullivers reizen
- Guy van Gisburne – Robin Hood
- De GVR – De GVR

## H
- Kapitein Haak – Peter Pan
- De haas en de schildpad – Fabels van Aesopus
- Hajo – De scheepsjongens van Bontekoe
- Halewijn – Heer Halewijn zong een liedekijn
- Hamlet – Hamlet
- Hans – Hans en Grietje
- Harpagon – L' avare
- Eliza Harris – 'Uncle Tom's Cabin
- De Hartenkoningin – Alice's Adventures in Wonderland
- Arthur Hastings – Hercule Poirot
- Max Havelaar – Max Havelaar
- Miss Havisham – Grote verwachtingen
- Jim Hawkins – Schateiland
- The Headless Horseman – The Legend of Sleepy Hollow
- Heathcliff – Woeste Hoogten
- Septimus Heap – Septimus Heap
- Sir Hector – Arthurlegende

- Uriah Heep – Grote verwachtingen
- Heidi
- Mevrouw Helderder – Pluk van de Petteflet
- Helena (Shakespeare) – A Midsummer Night's Dream
- Hella - Vluchtwegen
- Hermia – A Midsummer Night's Dream
- De Hertog van Blangis – De 120 Dagen van Sodom
- Henry Higgins – Pygmalion
- Fanny Hill – Fanny Hill
- Nils Holgersson – Nils Holgersson
- Sherlock Holmes – Sherlock Holmes
- Fred van Honderloo
- Robin Hood – Robin Hood
- Horatio Hornblower – Horatio Hornblower
- Humpty Dumpty – Through the Looking-Glass
- Huppeldepup de aap – De Griezels, De Giraffe, de Peli en Ik

## I
- Ibbeltje
- Iejoor – Winnie de Poeh
- Igraine – Arthurlegende
- De familie Ingalls – Het kleine huis op de prairie

- Ishmael – Moby-Dick
- Alfred Issendorf – Nooit meer slapen
- Isolde – Tristan en Isolde
- Ivanhoe – Ivanhoe
- Izegrim – Van den vos Reynaerde

## J
- Jaak – Jaak en de bonenstaak
- Jabberwocky – Through the Looking-Glass
- Jack – Heer der vliegen
- Jan zonder Vrees – Jan zonder Vrees
- Jane – Tarzan van de apen
- Janneke – Jip en Janneke
- Johan Janssens – De Kapellekensbaan
- Jantje – De Pruimenboom
- Jeeves – Bertie Wooster
- Dr. Jekyll – Strange Case of Dr Jekyll and Mr Hyde

- Jeroom – Jeroom en Benzamien
- Jip – Jip en Janneke
- Tom Joad – De druiven der gramschap
- Tom Jones – Tom Jones
- Joanna – De Vijf
- Jody – Jody en het hertejong
- Joli-Cœur – Alleen op de wereld
- Bridget Jones – Bridget Jones's Diary
- De jongen die "wolf" riep – Fabels van Aesopus
- Joris – Joris en de geheimzinnige toverdrank
- Monsieur Jourdain – Le Bourgeois gentilhomme
- Jouweniet – De tuinen van Dorr
- Juliana – De Vijf
- Juliette – "L' Histoire de Juliette" door Markies de Sade
- Justine – "Justine" door Markies de Sade

## K
- Josef K. – Het proces
- Kaa – Het jungleboek
- De kantieke schoolmeester – De Kapellekensbaan
- Karius en Baktus
- Katla – De gebroeders Leeuwenhart
- Ivan Karamazov – De gebroeders Karamazov
- Anna Karenina – Anna Karenina
- Karlsson van het dak – Karlsson van het dak
- Sir Kay – Arthurlegende
- De keizer die nieuwe kleren wilde – De nieuwe kleren van de keizer
- Kikker – Kikker
- De kikker en de os – Fabels van Aesopus, Fabels van Jean de La Fontaine
- De kikkers die een koning wilden – Fabels van Aesopus, Fabels van Jean de La Fontaine
- De kikkerkoning
- Klaas – Tijl Uilenspiegel

- Maarten Klein - Hersenschimmen
- Kleine Beer
- Klein Duimpje – Klein Duimpje
- De kleine prins – De kleine prins
- De kleine zeemeermin – De kleine zeemeermin
- De krekel en de mier – Fabels van Aesopus, ''
- Kruimeltje – Kruimeltje
- De Krullevaar – Pluk van de Petteflet
- Kolonel Kurtz – Heart of Darkness
- Konijn – Winnie de Poeh
- Knorretje – Winnie de Poeh
- De zusjes Kriegel – De zusjes Kriegel

## L
- Frans Laarmans – o.a. Kaas, Lijmen/Het been, Het dwaallicht
- Lady Macbeth – Macbeth
- Lady Marian – Robin Hood
- The Lady of Shalott – Arthurlegende, The Lady of Shalott (Tennyson)
- Laërtes (Shakespeare) – Hamlet
- Lamorak – Arthurlegende
- Lancelot – Arthurlegende
- Pippi Langkous – Pippi Langkous
- Lars de kleine ijsbeer
- Laura – Carmilla
- Hannibal Lecter – The Silence of the Lambs
- Annabel Lee – Annabel Lee
- De leeuw en de muis – Fabels van Aesopus, Androcles, Fabels van Jean de La Fontaine.
- De gebroeders Leeuwenhart – De gebroeders Leeuwenhart
- Het lelijke eendje – Het lelijke eendje
- Lennie – Of Mice and Men

- Mary Lennox – De geheime tuin
- Little Dorrit – Little Dorrit
- Little Lord Fauntleroy – Little Lord Fauntleroy
- Little John – Robin Hood
- Little Nell – The Old Curiosity Shop
- Stuart Little – Stuart Little
- Lize – Alleen op de wereld
- Lohengrin – Lohengrin
- Lolita – Lolita
- Willy Loman – Dood van een handelsreiziger
- Long John Silver – Schateiland
- Lucas – Tweelingentrilogie
- Arsène Lupin – Arsène Lupin
- Barry Lyndon – The Luck of Barry Lyndon
- Lysander (Shakespeare) – A Midsummer Night's Dream

## M
- Maartse Haas – Alice's Adventures in Wonderland
- Macbeth – Macbeth
- The Mad Hatter – Alice's Adventures in Wonderland
- Jules Maigret – Inspecteur Maigret
- Maja de bij – Maja de bij
- De Man in het IJzeren Masker – De drie musketiers
- Manfred – The Castle of Otranto
- Lucie Manette – A Tale of Two Cities
- Amy March – Little Women
- Augie March – The Adventures of Augie March
- Beth March – Little Women
- Jo March – Little Women
- Meg March – Little Women
- Mariken van Nieumeghen
- Jacob Marley – A Christmas Carol
- Philip Marlowe – Terugkerend personage in de boeken van Raymond Chandler
- Miss Marple – Miss Marple
- Bernard Marx – Brave New World (roman)
- Mattia – Alleen op de wereld
- Max en de Maximonsters
- Het meisje met de zwavelstokjes – Het meisje met de zwavelstokjes
- Melibeus
- Oliver Mellors – Lady Chatterley's Lover
- Merlijn
- Randle P. McMurphy – One Flew Over the Cuckoo's Nest
- Mr. Micawber – Copperfield
- Mieke Maaike – Mieke Maaike's obscene jeugd
- De mier en de eekhoorn – De kortverhalen van Toon Tellegen.
- Michiel van de Hazelhoeve
- Prinses Mijnewel – De tuinen van Dorr
- Kay Miniver – Mrs. Miniver
- Mira – De teleurgang van de Waterhoek

- Miranda – The Tempest
- Walter Mitty – The Secret Life of Walter Mitty
- Milady de Winter – De drie musketiers
- Minoes – Minoes
- Moby-Dick – Moby-Dick
- Moeder Neeltje – Jan zonder Vrees
- Mol – De wind in de wilgen
- Adrian Mole – The Secret Diary of Adrian Mole
- Nigel Molesworth – Molesworth
- Momo – Momo en de tijdspaarders
- Miss Moneypenny – James Bond
- Monster van Frankenstein – Frankenstein
- Romeo Montague – Romeo en Julia
- Mordred – Arthurlegende
- Dr. Moreau – The Island of Doctor Moreau
- Morgana – Arthurlegende
- Morgause – Arthurlegende
- Moriaen
- Dean Moriarty – On the Road
- Professor Moriarty – Sherlock Holmes
- Mowgli – Het jungleboek
- Much, de Molenaarszoon – Robin Hood
- Muis
- Pastoor Munte – De Witte van Sichem
- Mr. Murdstone – Copperfield

## N
- Napoleon – Animal Farm
- Nele – Tijl Uilenspiegel
- Kapitein Nemo – Twintigduizend mijlen onder zee
- Nello – Een hond van Vlaanderen

- Nicholas Nickleby – Nicholas Nickleby
- Ralph Nickleby – Nicholas Nickleby
- Nijntje
- Mr. Nilsson – Pippi Langkous
- Koning Nobel – Van den vos Reynaerde

## O
- Scarlett O' Hara – Gejaagd door de wind
- Oberon – A Midsummer Night's Dream
- Prins Stepan Arkadyevich Oblonsky – Anna Karenina
- De Oempa-Loempa's – Sjakie en de chocoladefabriek, Sjakie en de grote glazen lift
- Ivan Ogaroff – Michael Strogoff, de koerier van de tsaar
- Ogier van Denemarken

- Oki en Doki
- Olga – Turks fruit
- Daneel R. Olivaw – Foundation
- Old Shatterhand – Old Shatterhand
- Old Yeller – Old Yeller
- Eugene Onegin
- Otto Onge – Otto Onge-serie
- De onzichtbare man
- Henri Osewoudt – De donkere kamer van Damokles
- Oom Oswald – Oom Oswald
- Oom Quentin – De Vijf
- Ophelia (personage) – Hamlet
- Orgon – Tartuffe
- Ot – Ot en Sien
- Otje – Otje
- The Owl and the Nightingale

## P
- Pad – De wind in de wilgen
- Padde – De scheepsjongens van Bontekoe
- Paddeltje – Paddeltje
- Palamedes – Arthurlegende
- Pallieter – Pallieter
- Peter Pan – Peter Pan
- Pim Pandoer
- Pangloss – Candide
- Pantagruel
- Parzival – Arthurlegende
- Claus Patera – Aan gene zijde
- Patrasche – Een hond van Vlaanderen
- Sancho Panza – Don Quichot
- Passepartout – De reis om de wereld in tachtig dagen
- Mercy Pecksniff – Martin Chuzzlewit
- Meneer Pen – Pluk van de Petteflet
- Pennywise – Het
- Le Petit Nicolas
- Mr. Pickwick – The Pickwick Papers
- Woutertje Pieterse – Woutertje Pieterse
- Piggy – Heer der vliegen

- Pinkeltje – Pinkeltje
- Pinkelotje – Pinkeltje
- Pinokkio – Pinokkio
- Pip – Grote verwachtingen
- The Piper at the Gates of Dawn – De wind in de wilgen
- Pluk – Pluk van de Petteflet
- Erik van Poelgeest – Kort Amerikaans
- Hercule Poirot – Hercule Poirot
- Pollyanna – Pollyanna
- Polonius – Hamlet
- Meester Pompelmoes
- Mary Poppins – Mary Poppins
- Porthos – De drie musketiers
- Alexander Portnoy – Portnoy's Complaint
- Harry Potter – Harry Potter
- De Président de Curval – De 120 Dagen van Sodom
- Jan Prins – Bob Evers-serie
- De prinses op de erwt – De prinses op de erwt
- Prospero – The Tempest
- Puck – A Midsummer Night's Dream
- Pietje Puk – Pietje Puk
- Puk en Muk

## Q
- Quasimodo – De Klokkenluider van de Notre Dame
- Don Quichot – Don Quichot
- Peter Quince – A Midsummer Night's Dream
- Onno Quist – De ontdekking van de hemel

## R
- De raaf en de vos – Fabels van Jean de La Fontaine (in de oudere Fabels van Aesopus is de vogel een kraai)
- Peter Rabbit – The Story of Peter Rabbit
- Ralph – Heer der vliegen
- Wannes Raps – Wannes Raps
- Rapunzel – Rapunzel
- Thérèse Raquin – Thérèse Raquin
- Rodion Romanytsj Raskolnikov – Misdaad en straf
- Rat – De wind in de wilgen
- De rattenvanger van Hamelen
- Nurse Ratched – One Flew Over the Cuckoo's Nest
- The Raven – The Raven
- De Relmuis – Alice's Adventures in Wonderland
- Rémi het weesjongetje – Alleen op de wereld
- Renaud de Monteban
- Renfield – Dracula

- Repelsteeltje – Repelsteeltje
- Reynaert de vos – Van den vos Reynaerde
- Perry Rhodan – Perry Rhodan
- Kardinaal de Richelieu – De drie musketiers
- Ricote – Don Quichot
- Alex Rider – Alex Rider
- Rikki-Tikki-Tavi – Het jungleboek
- Janneman Robinson – Winnie de Poeh
- De Zwitserse familie Robinson
- Rochefort – De drie musketiers, Twintig jaar later
- Mr. Rochester – Jane Eyre
- Rocinante – Don Quichot
- De Rode Ridder – "De Rode Ridder" (later door Willy Vandersteen ook tot stripreeks bewerkt)
- Rolf – De scheepsjongens van Bontekoe
- De Rolmopsvogel – De reuzenkrokodil, De Griezels
- Ronja de roversdochter
- Roodkapje – Roodkapje
- Arie Roos – Bob Evers-serie
- Julius Root – Artemis Fowl
- De rover Hoepsika
- Rubben
- Barnaby Rudge – Barnaby Rudge
- Rudi het racevarken

## S
- Lisbeth Salander
- Jan Salie – Jan, Jannetje en hun jongste kind
- Gregor Samsa – De gedaanteverwisseling
- Santiago – De oude man en de zee
- Tom Sawyer – De Lotgevallen van Tom Sawyer
- Scaramouche
- Will Scarlet – Robin Hood
- The Scarlet Pimpernel
- Wendy Schat – Peter Pan
- Scheherazade (vertelster) – Duizend-en-een-nacht
- Ebenezer Scrooge – A Christmas Carol
- Hari Seldon – Foundation
- Severin – Venus im Pelz
- Louis Seynaeve – Het verdriet van België
- Sganarelle – Dom Juan (Molière)
- Tristram Shandy
- Becky Sharp – Vanity Fair
- Shelob – In de Ban van de Ring
- Shere Khan – Het jungleboek
- De Sheriff van Nottingham – Robin Hood
- Holly Short – Artemis Fowl
- Shylock – The Merchant of Venice
- Sien – Ot en Sien
- Bill Sikes – Oliver Twist
- Sil de Strandjutter – Sil de Strandjutter

- Sinbad de zeeman – Duizend-en-een-nacht
- Sjaalman – Max Havelaar
- Sjakie – Sjakie en de chocoladefabriek, Sjakie en de grote glazen lift
- Sméagol – In de Ban van de Ring
- Snug – A Midsummer Night's Dream
- Soetkin – Tijl Uilenspiegel
- Winston Smith – 1984
- De sneeuwkoningin
- Sneeuwwitje – Sneeuwwitje
- Snelle Jelle
- Augustus Snodgrass – The Pickwick Papers
- Snorrebaard – Pinkeltje
- Tom Snout – A Midsummer Night's Dream
- Snowball – Animal Farm
- Snuf de hond
- Wackford Squeers – Nicholas Nickleby
- Sam Spade – De Maltezer valk
- Spekkie en Sproet
- Spin Sebastiaan – Spin Sebastiaan
- Stach – De koning van Katoren
- Pieter Stastok – Camera Obscura
- Robin Starveling – A Midsummer Night's Dream
- Anton Steenwijk – De aanslag
- Lodewijk Stegman – Ik heb altijd gelijk
- Mr. Steivekleut – Mieke Maaike's obscene jeugd
- Geronimo Stilton – Geronimo Stilton
- Strijdhaftig, J.L. - Vluchtwegen
- Michael Strogoff – Michael Strogoff, de koerier van de tsaar
- Struwwelpeter
- Bella Swan – Twilight
- Swiebertje – Swiebertje
- Sycorax – The Tempest

## T
- Tafeltje dek je, ezeltje strek je en knuppel uit de zak
- Dagny Taggart – Atlas Shrugged
- Tante Fanny – De Vijf
- Tarka de Otter
- Tartuffe – Tartuffe
- Tarzan – Tarzan van de apen
- Teigetje – Winnie de Poeh
- Wilhelm Tell – Wilhelm Tell
- Tess – Tess of the d'Urbervilles
- Tibeert de kater – Van den vos Reynaerde
- Rechter Tie – Rechter Tie
- Timmy – De Vijf
- Het tinnen soldaatje – Het tinnen soldaatje
- Tiny Tim – A Christmas Carol
- Tinkelbel – Peter Pan
- Keetje Tippel – "Jours de famine et de détresse", "Keetje"

- Titania – A Midsummer Night's Dream
- Tiuri – Brief voor de koning
- Tommy – Pippi Langkous
- Jack Torrance – The Shining (boek)
- Toto – De tovenaar van Oz
- De tovenaarsleerling – De tovenaarsleerling
- Betsey Trotwood – Copperfield
- Virgilius van Tuil
- Tracy Tupman – The Pickwick Papers
- Tristan – Arthurlegende, Tristan en Isolde
- Dik Trom – Dik Trom
- Kilgore Trout – Terugkerend personage in de boeken van Kurt Vonnegut
- Tweedledee & Tweedledum – Through the Looking-Glass
- Oliver Twist – Oliver Twist
- Tup en Joep
- Billie Turf – Billie Turf

## U
- Uil – Winnie de Poeh
- Tijl Uilenspiegel – Tijl Uilenspiegel
- Uncas – De laatste der Mohikanen
- Uncle Remus – Uncle Remus
- Uncle Tom – Uncle Tom's Cabin
- Uther Pendragon – Arthurlegende

## V
- Jean Valjean – Les Misérables
- Van Helsing – Dracula
- Rip van Winkle – Rip van Winkle
- Vetje – Peter Pan
- Vier Heemskinderen – Renaud de Monteban
- Vicomte de Valmont – Les Liaisons dangereuses

- Vitalis – Alleen op de wereld
- Dick Vledder – Inspecteur De Cock
- De Vogelverschrikker – De tovenaar van Oz
- De vos en de druiven – Fabels van Aesopus, Fabels van Jean de La Fontaine
- De vos en de ooievaar – Fabels van Aesopus, Fabels van Jean de La Fontaine
- Vrijdag – Robinson Crusoe
- Vrouw Holle – Vrouw Holle
- Vrouwe van het Meer – Arthurlegende

## W
- Kurt Wallander – Kurt Wallander
- Wally – Waar is Wally?
- Marije Wartelsdochter – Geef me de ruimte!, Triomf van de verschroeide aarde, Het rad van fortuin
- John H. Watson – Sherlock Holmes
- Rudolf Wega – Kruistocht in spijkerbroek
- Dolfje Weerwolfje
- Sam Weller – The Pickwick Papers
- Werther – Die Leiden des jungen Werthers
- Carrie White – Carrie
- George Wickham – Pride and Prejudice (boek)
- Wiebelstaart – Pinkeltje
- Willem van Oringen
- Mr. Willoughby – Sense and Sensibility
- Lady Windermere – Lady Windermere's Fan
- Nathaniel Winkle – The Pickwick Papers

- Winnetou – Old Shatterhand
- Winnie de Poeh – Winnie de Poeh
- Wiplala – Wiplala
- Wipneus en Pim
- Wisselau – Van den bere Wisselau
- Witje – Pippi Langkous
- De Witte – De Witte van Sichem
- Het Witte Konijn – Alice's Adventures in Wonderland
- Woezel en Pip
- De wolf en de zeven geitjes
- De wolf en de drie biggetjes
- Wolkewietje – Pinkeltje
- Willy Wonka – Sjakie en de chocoladefabriek, Sjakie en de grote glazen lift
- Bertie Wooster
- Woyzeck – Woyzeck
- Matilda Wurmhout – Matilda

## Y
- Clym Yeobright – The Return of the Native
- Ywain – Arthurlegende
- Kapitein Yossarian – Catch-22

## Z
- Zerbino – Alleen op de wereld
- Dr. Zhivago – Dr. Zhivago
- Zwaanridder – Parsival, Lohengrin